# Transport rutier
Transportul rutier efectuează deplasarea în spațiu a bunurilor și oamenilor cu ajutorul vehiculelor, care sunt mijloace de transport propulsate fie de forța umană (biciclete, triciclete, trotinete, căruțuri împinse sau trase cu mâna, roabe etc.), fie de forța animală (vehicule hipomobile, adică tractate de cai, ori vehicule tractate de vite cornute, de măgari, de câini etc.), fie de forța produsă de diferite mașini, aparate, mecanisme, prin arderea de combustibili fosili ori prin utilizarea energiei electrice produse sau stocate la bord etc. (despre care se spune că sunt vehicule autopropulsate, numite generic autovehicule, și care sunt astăzi, de departe, cea mai importantă categorie de vehicule).
Transportul rutier de mărfuri  cât și transportul rutier de persoane se pot desfășura în:
- trafic național - operațiune de transport rutier care se efectuează între două localități situate pe teritoriul aceluiași stat, fără a depăși teritoriul statului respectiv;

- trafic internațional - operațiune de transport rutier care se efectuează între o localitate de plecare și o localitate de destinație, situate pe teritoriul a două state diferite, cu sau fără tranzitarea unuia sau mai multor state;
- trafic interurban

Atât transportul de marfă cât și cel de persoane, pot îmbrăca forma de:
- transport rutier public – și anume când transportul rutier este efectuat pe bază de contract, contra plată, de către operatorii de transport rutier care dețin în proprietate sau cu orice alt titlu vehicule rutiere.
- transport in cont propriu - și anume când transportul se efectueaza fără încasarea unui tarif sau a echivalentului în natură ori în servicii al acestuia.